# Торпијана (Ла Специја)
Торпијана је насеље у Италији у округу Ла Специја, региону Лигурија.
Према процени из 2011. у насељу је живело 69 становника. Насеље се налази на надморској висини од 632 м.